# گذار فاز

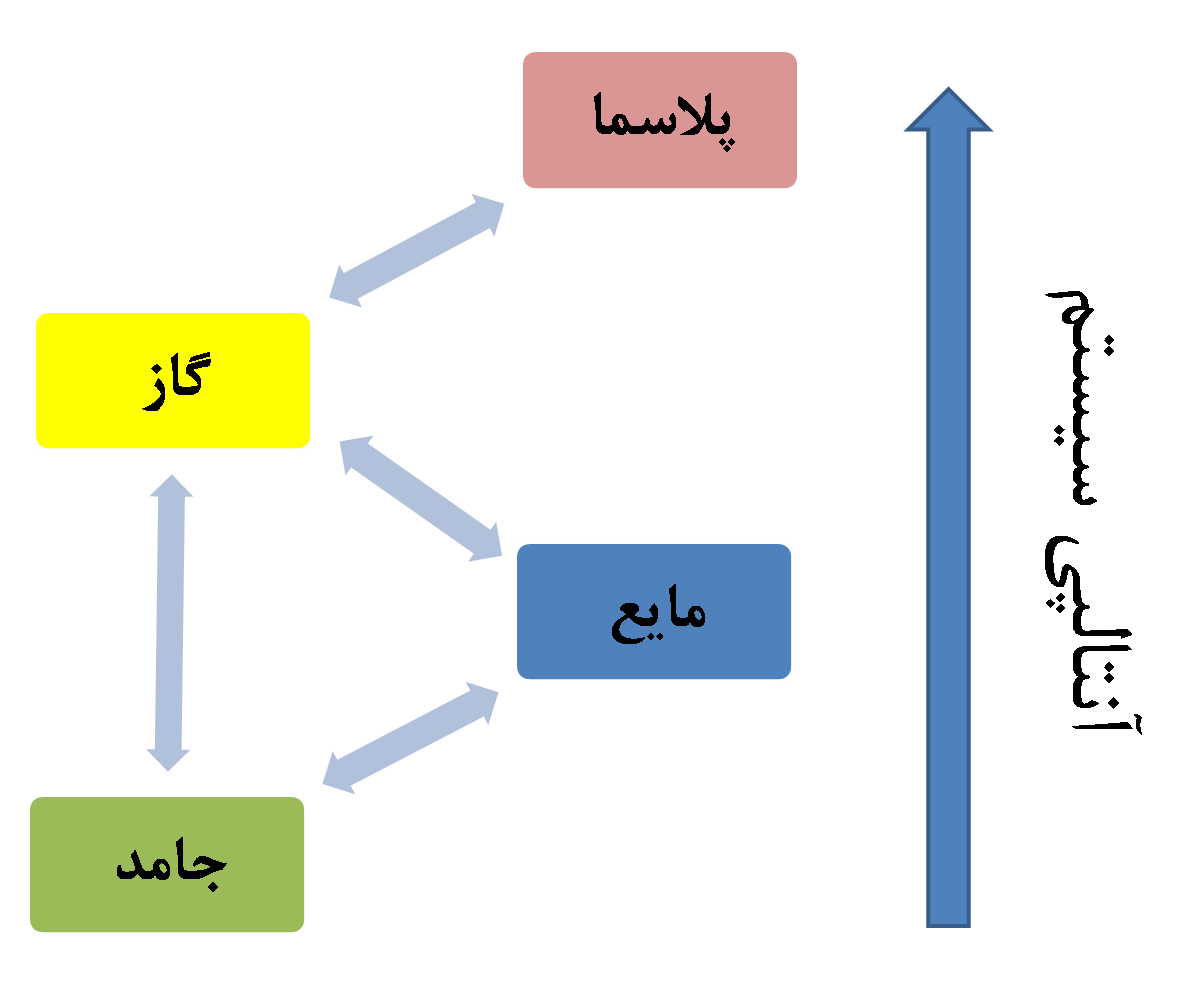

گذار فاز یا گذرش فاز یا استحاله فاز عبارت است از انتقال یک سیستم ترمودینامیکی از یک فاز یا حالت ماده به حالتی دیگر توسط انتقال گرما. این نام بیشتر برای تعریف گذر ماده بین جامد، مایع و گاز، و به ندرت برای پلاسما نیز استفاده می‌شود. گذار فاز یک سیستم ترمودینامیکی و حالت ماده خواص فیزیکی یکنواختی دارا می‌باشد. در طی یک گذار فاز محیط برخی مشخصات محیط، به صورت ناممتد بر اثر تغییر برخی از شرایط خارجی مانند دما، فشار، یا دیگر خواص تغییر می‌کند. برای مثال مایع ممکن است در اثر گرمایش تا نقطه جوش گذار فاز داده و به گاز تبدیل شود، که در نتیجه حجم آن بسیار افزایش یابد. تغییرات فاز به‌طور گسترده در طبیعت انجام می‌شود و در فناوری‌های گوناگون نیز از تغییرات فاز بهره گرفته شده است.
به‌طور عمده دو نوع‌گذار فاز وجود دارد:
- گذارهای درجه اول: که به تغییر جهشی در مشتقات درجه اول انرژی آزاد گیبس وابسته‌اند. (مثلاً حجم، آنتروپی و…)

تعدادی از گذارهای جامد/مایع/گاز درجهٔ اول هستند، چرا که نسبت به چگالی (که خود مشتق اول انرژی آزاد نسبت به پتانسیل شیمیایی‌ست) ناپیوسته هستند.
- گذارهای درجه دوم: این گذارها به تغییر جهشی در مشتقات درجه دوم انرژی آزاد گیبس بستگی دارند. (مثلاً ظرفیت گرمایی، تراکم پذیری و …)

## انواع گذارهای دوتایی
- گذارهای با نفوذ
  - گذار یوتکتیک
  - گذار پروتکیک
  - گذار منوتکتیک
  - گذار یوتکتوئید
  - گذار پروتکتوئید
- گذارهای بدون نفوذ
  - گذارهای مارتنزیت

### دلیل مطالعه تبدیل (گذار) فازها
توسعه و ایجاد برخی خواص مکانیکی مطلوب در یک ماده اغلب در اثر گذار فازها ناشی از عملیات حرارتی امکانپذیر است. وابستگی زمانی و دمایی برخی از گذارهای فازی به سادگی در نمودارهای فازی اصلاح شده ارائه شده است.

### مقدمه
خواص مکانیکی و سایر مشخصه‌های بسیاری از مواد به ریزساختار آن‌ها بستگی دارد که اغلب در اثر گذار فازها ایجاد می‌شود.

### گذار فازها در فلزات
یکی از دلایل همه‌کاره بودن مواد فلزی، قرار گرفتن در گستره وسیعی از خواص مکانیکی است که می‌توان با روش‌های مختلفی آن را تنظیم کرد یا تغییر داد. سه مکانیزم استحکام دهی ریز کردن اندازه دانه، استحکام دهی محلول جامد و کرنش سختی از جمله آن روش‌ها است.
توسعه ریزساختار در آلیاژهای تک فاز و دوفاز معمولاً با برخی گذارهای فازی یعنی تغییر در تعداد یا مشخصه فازها همراه است. به دلیل آنکه بسیاری از گذارهای فازی به صورت آنی اتفاق نمی‌افتد توجه خاصی به وابستگی پیشرفت واکنش به زمان یا نرخ دِگَرِش (به انگلیسی: Transformation rate) می‌شود.

### مفاهیم اساسی
گذار فازهای مختلفی در فرآوری مواد مطرح می‌باشند و معمولاً شامل تغییرات ریزساختاری هستند. به این دلیل، این گذارها به سه گروه تقسیم می‌شوند. در یک گروه، گذار ساده وابسته به نفوذ قرار دارد که طی آن هیچ تغییری در تعداد یا ترکیب فازهای موجود ایجاد نمی‌شود. این گذارها شامل انجماد فلزات خالص، گذارهای آلوتروپی و تبلور مجدد و رشد دانه است.
در نوع دیگری از گذار وابسته به نفوذ، برخی تغییرات در ترکیبات فازی و اغلب در تعداد فازهای موجود صورت می‌گیرد، ساختار نهایی حاوی دو فاز می‌باشد.
سومین نوع گذار، فاقد نفوذ است و در آن یک فاز شبه پایدار تولید می‌شود. گذار مارتنزیتی که در برخی آلیاژهای فولادی صورت می‌پذیرد در این گروه قرا می‌گیرد.

### سینتیک گذار فازها
در اثر گذار فازی، معمولاً حداقل یک فاز جدید تشکیل می‌شود که مشخصه‌های فیزیکی/ شیمیایی و ساختار متفاوتی نسبت به فاز مادر دارد. همچنین بسیاری از گذارهای فازی به صورت آنی روی نمی‌دهد. این دگرگونی با تشکیل تعدادی ذرات کوچک فازهای جدید آغاز می‌شود و با پیشرفت دگرگونی، اندازه این ذرات افزایش می‌یابد. پیشرفت گذار فازی را می‌توان به دو مرحله جوانه زنی[Nucleation] و رشد[Growth] تقسیم کرد. جوانه زنی شامل نمایان شدن ذرات بسیار ریز، یا جوانه فاز جدید است (معمولاً حاوی چندصد اتم است) که قادر به رشد می‌باشد. در حین مرحله رشد، اندازه این جوانه‌ها افزایش می‌یابد که موجب محو شدن مقداری از (یا همه) فاز مادر می‌شود. در صورتی که به ذرات فاز جدید اجازه رشد داده شود و کسر تعادلی حاصل شود، گذار کامل می‌گردد.

### جوانه‌زنی
دو نوع جوانه‌زنی همگن (به انگلیسی: Homogeneous) و ناهمگن وجود دارد، تفاوت این دو نوع با توجه به مکان جوانه زنی آن‌ها تعیین می‌شود. در نوع همگن، جوانه‌های فاز جدید به صورت یکنواخت در سرتاسر فاز مادر تشکیل می‌شود و در نوع ناهمگن، جوانه‌ها به وصرت ترجیحی در غیریکنواختی‌های ریزساختار، نظیر برآمدگی‌های سطحی، ناخالصی‌های نامحلول، مرزدانه‌ها، نابجایی‌ها و… تشکیل می‌گردد.

### حالات شبه‌پایدار و تعادلی در گذارهای فازی
گذارهای فازی می‌توانند در اثر تغییر در دما، ترکیب و فشار خارجی در سیستم‌های آلیاژی فلزی ایجاد شوند؛ البته تغییرات دمایی با استفاده از عملیات حرارتی، آسان‌ترین روش جهت ایجاد گذار فازها است. این امر به منزله عبور از یک مرز فازی در نمودار فازی ترکیب- دما به هنگام سرمایش یا گرمایش یک آلیاژ با ترکیب معین است.
در حین گذار فازی، آلیاژ می‌تواند به یک حالت پایدار دست یابد که این حالت توسط نمودار فازی و برحسب فازهای تولیدی، ترکیبشان و مقادیر نسبی آن‌ها مشخص می‌شود. بسیاری از گذارهای فازیبه زمان محدودی جهت تکمیل فرایند نیاز دارند و سرعت یا نرخ دگرگونی نیز در ارتباط میان عملیات حرارتی و توسعه ریزساختار نقش مهمی ایفا می‌کند. یکی از محدودیت‌های نمودارهای فازی، عدم توانایی آن‌ها در مشخص کردن زمان لازم جهت رسیدن به تعادل است.
نرخ رسیدن به تعادل برای سیستم‌های جامد آنقدر آهسته است که ساختارهای تعادلی واقعی به ندرت حاصل می‌شود. وقتی گذارهای فازی در اثر تغییرات دمایی ایجاد می‌شود، شرایط تعادلی تنها در حالتی حفظ می‌شود که گرمایش یا سرمایش در نرخ‌های بسیار آهسته و غیرعملی انجام می‌شود. در مواردی غیر از سرمایش تعادلی، دگرگونی‌ها به سمت دماهای پایین‌تر می‌روند اما در گرمایش جابجایی به سمت دماهای بالاتر است. این پدیده‌ها به ترتیب ابرتبرید و ابرگداز (به انگلیسی: Superheating) نامیده می‌شود و میزان هر یک به نرخ تغییر دما بستگی دارد؛ هرچه سرعت گرمایش یا سرمایش بیشتر باشد، فوق تبرید یا گرمایش نیز بیشتر است. برای مثال در نرخ‌های سرمایش معمولی، واکنش یوتکتوید آهن- کربن به حدود ۱۰ تا ۲۰ درجه سانتی گراد کمتر از دمای دگرگونی تعادلی منتقل می‌شود.
در بسیاری از آلیاژهای مهم صنعتی، حالت ریزساختار ترجیهی شبه پایدار است که در میان حالات اولیه و تعادلی سیستم قرار دارد؛ گاهی اوقات ساختاری که فاصله بسیاری با حالت تعادلی دارد ترجیح داده می‌شود؛ بنابراین بررسی اثر زمان بر گذار فازها مهم است. این اطلاعات سینتیکی در بسیاری از موارد، اهمیت بیشتری نسبت به حالت تعادلی نهایی نیز دارند.

### تغییرات ریزساختاری و خواص آلیاژهای آهن- کربن
بسیاری از قواعد اساسی دگرگونی‌های حالت جامد، اکنون در مورد آلیاژهای آهن- کربن و برحسب ارتباط میان عملیات حرارتی، توسعه ریزساختار و خواص مکانیکی به کار گرفته می‌شود. این سیستم به این دلیل انتخاب شده است که پرکاربرد و مشهور بوده و محدوده گسترده‌ای از ریزساختارها و خواص مکانیکی در آلیاژهای آهن- کربن ایجاد می‌شود.
| نماد | تعریف |
| --- | --- |
| Ae1 | دمای بحرانی هنگامی که مقداری آستنیت در شرایط تعادل گرمایی شروع به تشکیل می‌کند (یعنی در یک دمای ثابت).                                                                 |
| Ac1 | دمای بحرانی هنگامی که مقداری آستنیت هنگام گرم شدن شروع به تشکیل می‌کند. حرف "c" از اول کلمه فرانسوی chauffant به معنای "گرم شده" گرفته شده است.                        |
| Ar1 | دمایی که در آن در هنگام خنک سازی، تمام آستنیت به فریت یا مخلوط فریت-سمنتیت تجزیه شده است. حرف "r" از اول کلمه فرانسوی refroidissant به معنای "خنک شدن" گرفته شده است. |
| Ae3 | دمای بحرانی بالایی وقتی تمام فاز فریت در شرایط تعادل کاملاً به آستنیت تبدیل شده باشد.                                                                                  |
| Ac3 | دمایی که در آن تبدیل فریت به آستنیت در هنگام گرم کردن، تکمیل می‌شود.                                                                                                   |
| Ar3 | دمای بحرانی بالایی زمانیکه که یک ریزساختار کاملاً آستنیتی در هنگام خنک کاری شروع به تبدیل به فریت می‌کند.                                                               |
| Aeem | در فولاد هایپریوتکتوید، دمای بحرانی در شرایط تعادل، بین منطقه فاز یک محلول جامد آستنیت-کربن و منطقه دو فاز آستنیت با مقداری سمنتیت (Fe3C)                             |
| Accm | در فولاد هایپریوتکتوید، دمایی که در هنگام گرمایش، تمام سمنتیت تجزیه شده و تمام کربن در شبکه کریستالی آستنیت حل می‌شود.                                                 |
| Arcm | در فولاد هایپریوتکتوید، دمایی که در هنگام خنک کاری محلول جامد آستنیت-کربن، سمنتیت شروع به شکل‌گیری (رسوب) می‌کند.                                                       |
| Arr | دمایی که در آن، در هنگام خنک کاری، دلتا فریت تبدیل به آستنیت می‌شود.                                                                                                   |
| Ms | دمایی که در آن، در هنگام خنک کاری، تبدیل آستنیت به مارتنزیت شروع می‌شود.                                                                                               |
| Mr | دمایی که در آن، در هنگام خنک کاری، تشکیل مارتنزیت تمام می‌شود. |
| توجه ۱: همه این تغییرات، به جز تشکیل مارتنزیت، در هنگام خنک سازی در دمای پایین‌تری نسبت به گرم شدن اتفاق می‌افتند و به نرخ تغییر دما بستگی دارند. توجه ۲: دمای تبدیل A1 شامل Ae1 و Ac1 و Ar1 همگی دمای بحرانی پایینی خوانده شده و دمای تبدیل A3 شامل Ae3 و Ac3 و Ar3 دمای بحرانی بالایی خوانده می‌شود. | |

### نمودار گذارهای هم دما
پرلیت
واکنش یوتکتوید را در سیستم آهن- کاربید آهن، به واکنش اساسی در توسعه ریزساختار در آلیاژهای فولادی است. در اثر سرمایش، آستنیت با مقدار کربن متوسط، به فریت با مقدار کربن بسیار کمتر و سمنتیت با مقدار کربن بسیار بیشتر گذار می‌شود. پرلیت یکی از ریزساختارهای حاصل از این دگرگونی است.
بینیت (به انگلیسی: Bainite)
علاوه بر پرلیت، ریز ترکیبات دیگری نیز که از محصولات گذار آستنیتی اند، وجود دارند یکی از آن‌ها بینیت نام دارد. ریزساختار بینیت شامل فازهای فریت و سمنتیت است و بنابراین فرایندهای نفوذی در این گذار حضور دارند. بینیت به صورت سوزنی یا صفحه‌ای تشکیل می‌شود که نوع آن وابسته به دمای دگرگونی است؛ اجزاء ریزساختاری بینیت آنقدر ریز است که با میکروسکوپ الکترونی قابل مشاهده‌اند. فازی که سوزن‌ها را احاطه کرده، مارتنزیت است. علاوه بر این، هیچ فاز پرویوتکتویدی همراه با بینیت تشکیل نمی‌شود.
گذارهای پرلیت و بینیت کاملاً رقابتی هستند و وقتی یک بخش از آلیاژ به پرلیت یا بینیت تبدیل می‌شود، تبدیل به دیگری، بدون گرمایش مجدد جهت تشکیل آستنیت امکان‌پذیر نیست.
پرلیت کروی (به انگلیسی: Spheroidite)
اگر فولادی که حاوی ریزساختارهای پرلیت یا بینیت است تا دمایی زیر دمای نقطه یوکتوید گرم شود و به مدت طولانی- مثلاً در۷۰۰ درجه سانتی گراد به مدت ۱۸ تا ۲۴ ساعت نگهداری شود، ریزساختار دیگری تولید خواهد شد. این ریزساختار پرلیت کروی نام دارد.
مارتنزیت
به هنگام سرمایش سریع (کونچ) آلیاژهای آهن- کربن آستنیته شده تا دماهای نسبتاً پایین (تقریباً دمای محیط)، فاز یا ریز ترکیب مارتنزیت تشکیل می‌شود. مارتنزیت یک ساختار تک فاز غیرتعادلی است که از یک گذار غیرنفوذی آستنیتی نشأت می‌گیرد. می‌توان گفت که این دگرگونی در رقابت با پرلیت و بینیت است.
گذار مارتنزیتی هنگامی روی می‌دهد که نرخ کونچ آنقدر سریع است که از نفوذ کربن جلوگیری می‌کند. هرگونه نفوذ کربن موجب تشکیل فازهای فریت و سمنتیت می‌شود. از آنجا که در گذار مارتنزیتی نفوذ وجود ندارد، می‌توان گفت که به صورت آنی انجام می‌شود. دانه‌های مارتنزیت با نرخ بسیار سریعی جوانه زده و رشد می‌کنند. سرعت این جوانه زنی و رشد برابر سرعت صوت در زمینه آستنیتی است؛ بنابراین نرخ گذار مارتنزیتی، در همه شرایط مستقل از زمان است.
ازفولادهای مارتنزیتی/ فریتی در مواد دیگ‌های بخار و توربین، در نیروگاه‌ها استفاده می‌شود و همچنین ویژگی‌های خوبی جهت استفاده در موادسازه رآکتورهای هسته‌ای را دارا هستند. براساس تحلیلرهای سینتیکی در حین گذار مارتنزیتی فولادها رشد وابسته به دما (به انگلیسی: Thermal-activated growth) اتفاق می‌افتد. ریزساختار را به وسیلهٔ بهینه‌سازی ترکیب و تغییر پارامترهای عملیات حرارتی (دما، زمان، ایجاد تغییرشکل کم و زیاد) می‌توان بهینه‌کرد.